# 藤原弓主
藤原 弓主（ふじわら の ゆみぬし）は、奈良時代の貴族。藤原南家、参議・藤原巨勢麻呂の子。官位は従五位下・右衛士佐。

## 経歴
光仁朝末の宝亀10年（779年）従五位下・右兵衛員外佐に叙任される。
天応元年（781年）4月の桓武天皇の即位後まもなく左兵衛員外佐に、5月には正官の左兵衛佐に遷り阿波守を兼ねる。翌天応2年（782年）右衛士佐兼伊予介と武官を歴任した。
なお、常陸国の女性との間に複数の子息がいることから、常陸国の国司を務めたか。

## 官歴
『続日本紀』による。
- 時期不詳：正六位上
- 宝亀10年（779年） 正月23日：従五位下。9月7日：右兵衛員外佐
- 天応元年（781年） 4月8日：左兵衛員外佐。5月25日：左兵衛佐兼阿波守
- 天応2年（782年） 閏正月17日：右衛士佐兼伊予介

## 系譜
『尊卑分脈』による。
- 父：藤原巨勢麻呂
- 母：藤原宇合の娘
- 妻：常陸国鹿島郡人
  - 男子：藤原宮田
- 妻：常陸国久慈郡人
  - 男子：藤原助川
- 生母不詳の子女
  - 男子：藤原川田 - 一説に助川と同人